# 釗域·亞歷山大
釗域·亞歷山大·帕林（Stewart Alexander Parin，1993年10月3日—），生於香港，英泰血兒，英泰裔香港足球運動員，司職中堅，父親是英國人為而母親則是泰國人，現時效力香港甲組聯賽球會永義。

## 球會生涯
釗域亞歷山大生於香港，19歲的他加盟甲組聯賽球會晨曦，並在8月9日的季前熱身賽獲教練招重文讚不絕口，稱他將來會成為大港腳，其後他曾入選香港U23代表隊，
他更用出色的防守和頂上功夫使不少香港前鋒聞風喪膽，在2014年對公民抵擋南華迪天奴的攻勢就是其代裏作。
2014年9月，釗域亞歷山大加盟港超聯地區球會黃大仙，最終協助球會獲得港超聯第8名成功留級，2015年，他轉會乙組球會鹿特丹斯巴達(淦源)，直至2016年9月重返頂級聯賽，加盟港超聯球會標準灝天，並在10月16日主場以2–2賽和理文流浪的聯賽首度正選登場，而他賽後獲領隊莫耀強大讚表現出色，特別惹起他的注意。球季完結後他回歸甲組球會晨曦。

## 個人生活
釗域亞歷山大因在職業比賽中表演出色和外國人的體質，所以在2016年中獲得不少海外球會邀請到其球會訓練，分別到了成都錢寶，英國甲組錫菲聯，最後更到了西班牙丙組球會阿科本達體育並獲取合同。
釗域亞歷山大為泰英混血兒，擁有香港城市大學社會科學學士學位及主修心理學，由於他在中文水平稍遜，雖經惡補，但最終還是投考警員而非督察，希望成為香港華裔青年的榜樣，而他在2017年9月23日的警察學院結業會成為繼張晉僖及蔡國威後另一名投身警隊的前職業球員，學堂更獲三獎項成最佳出班警員。他在2020年11月21日的警察學院結業會操畢業，晉升為見習督察，獲施禮榮盾及榮譽警棍。

## 外部連結
- 香港足球總會網站球員資料 （页面存档备份，存于）